# Jean Flandrin
Jean Flandrin (zm. 8 lipca 1415 w Peniscola) – francuski kardynał okresu wielkiej schizmy zachodniej, reprezentujący obediencję "awiniońską". Krewny kardynała Pierre Flandrin (1301-81).

## Życiorys
Niewiele wiadomo o jego młodości. Uzyskał tytuł doktora prawa i został dziekanem kapituły katedralnej w Laon. W 1371 bezskutecznie wysuwano jego kandydaturę na biskupa Carpentras. Poparł antypapieża Klemensa VII w sporze z Urbanem VI. W styczniu 1379 Klemens VII mianował go arcybiskupem Arles, promocja ta jednak nie doszła do skutku, gdyż w maju tego samego rano został wybrany arcybiskupem Auch, którym pozostał aż do nominacji kardynalskiej. Konsekrowany na arcybiskupa Auch w grudniu 1379, cztery lata później opublikował statuty archidiecezji. 17 października 1390 Klemens VII mianował go kardynałem prezbiterem. W czerwcu 1391 przybył na dwór (anty)papieża w Awinionie i otrzymał tytuł Ss. Ioannis et Pauli. Uczestniczył w konklawe 1394, które wybrało antypapieża Benedykta XIII. Kiedy we wrześniu 1398 większość kardynałów "awiniońskich" zbuntowała się przeciw Benedyktowi XIII, jako jeden z nielicznych pozostał mu wierny. Biskup Sabiny od 13 czerwca 1405. Nie przyłączył się do Soboru w Pizie. Został dziekanem Św. Kolegium obediencji awiniońskiej po tym, jak dotychczasowy dziekan Gui de Malsec przystąpił do organizowania Soboru w Pizie w 1408. Pozostał wierny Benedyktowi XIII aż do śmierci. Zmarł w Peniscola.